# Bardello con Malgesso e Bregano
Bardello con Malgesso e Bregano ist eine italienische Gemeinde (comune) mit 3661 Einwohnern (Stand 31. Dezember 2023) in der Provinz Varese, Region Lombardei

## Geographie
Die Gemeinde liegt in Luftlinie etwa 10 km nordwestlich von Varese zwischen dem Lago di Varese und dem Lago Maggiore. 

## Geschichte
Die Gemeinde entstand am 1. Januar 2023 durch den Zusammenschluss der bis dahin eigenständigen Gemeinden Bardello, Bregano und Malgesso. Zuvor hatten die Bürger der drei Gemeinden im Februar 2022 sowie der Regionalrat der Region Lombardei im Oktober 2022 der Gemeindefusion zugestimmt.